# Octavio Díaz
Octavio Juan Díaz (7 de outubro de 1900 - 12 de novembro de 1977) foi um futebolista argentino e medalha de prata nos Jogo Olímpicos de 1928.

## Carreira
Octavio Díaz fez parte do elenco medalha de prata, nos Jogos Olímpicos de 1928.